# Hemihyalea biornata
Hemihyalea biornata är en fjärilsart som beskrevs av De Toulgoët 1990. Hemihyalea biornata ingår i släktet Hemihyalea och familjen björnspinnare. Inga underarter finns listade i Catalogue of Life.